# Juana Saltitopa
Juana de la Merced Trinidad (1815 - 1860) també coneguda com Juana Saltitopa, va ser una activista i militar dominicana que va tenir una destacada participació a la guerra per la independència dominicana, específicament en la Batalla del 30 de març de 1844 a Santiago de los Caballeros. Es desconeix la data exacta del seu naixement i la seva mort. La seva actitud d'audàcia i valentia li va fer guanyar el sobrenom de "La Coronela".

## Origen
Juana Saltitopa va néixer a la comunitat de Jamo a Concepción de la Vega. Va ser una noia extrovertida i enèrgica, que li agradava enfilar-se als arbres i saltar de branca en branca. D'aquí va guanyar el sobrenom de "Saltitopa".

## Paper a la Guerra de Separació Dominicana
- En el fragor de la batalla Juana Trinidad ocupava lloc entre els combatents animant-los i portant pólvora als artillers.[3]
- Va exercir com "aiguadora" transportant aigua per a les necessitats de les tropes dominicanes i refrescar els canons.[4]
- Juana Saltitopa va fer tasques com a infermera, ajudant a curar els combatents dominicans.[5]
- Segons Esteban Aybar i Aybar, soldat a la Guerra de Separació Dominicana i la Guerra de Santo Domingo, a Juana se la va veure a la Ciutat de Santo Domingo, cap a 1852, guanyant sou de coronel treballant per al govern. Més tard, Pedro Santana, ja en el poder, la va acomiadar i la va enviar de tornada per al Cibao. Acabades les campanyes separatistes, les activitats de "La Coronela" van anar més encarades a la vida privada que de la política. D'aquesta manera, Esteban Aybar va escriure en les seves memòries (publicades parcialment per Despradel Batista): "... la mort que li va donar una dona de la vida, a un coronel haitià, la qual es nomenava Merced i per mal sobrenom (a) Md. Saltaitopa, a aquesta la vaig conèixer anteriorment a Santiago per ser d'allà, i l'any 1852 la vaig veure a Santo Domingo, guanyant un sou de coronela, pel Govern, però més tard Santana per la seva relaxo, la va privar de el sou i ocupació i la va despatxar un pas per al Cibao...". Gairebé sempre caminava, tant a La Vega com a Santiago, acompanyada per dues dones: Juana Colón, santiaguera, i Peronella Suárez, vegana.[6]

## Mort
Al 1860, «La coronela» va morir assassinada, durant un enfrontament, entre Nibaje i Marilópez, en un camí de Santiago de los Cavalleros, ja molt prop d'aquesta ciutat.

## Honors
El paper de Juana Saltitopa a la guerra d'independència de 1844 del poble dominicà contra el país veí, Haití, ha estat reconegut al nomenar escoles, carrers i sectors amb el seu nom.
1. El carrer Juana Saltitopa és una via molt transitada i comercial, que s'inicia a l'avinguda Mella, sector de Vila Francisca, i acaba al carrer 17, de Vila María, Sant Domingo.[8]
2. També la Ciutat de Santiago té un carrer que porta el seu nom, a l'Eixample Bolivar.[9]
3. El liceu que també porta el seu nom està ubicat a la pinya, Santo Domingo Oeste.[10]
4. Hi ha un barri així nomenat a Santo Domingo Oeste.[11]